# 51.º Batallón de Infantería de la Luftwaffe
El 51.º Batallón de Infantería de la Luftwaffe (51. Infanterie-Bataillon der Luftwaffe) fue una unidad de la Luftwaffe durante la Segunda Guerra Mundial.

## Historia
Fue formado en diciembre de 1944 con 4 compañías. Entró en acción en Saarpfalz (Bienwald). Fue disuelto en 1945.